# David Copperfield (illusionist)
David Copperfield, echte naam David Seth Kotkin (Metuchen, 16 september 1956), is een wereldberoemde Amerikaanse illusionist van Joodse afkomst.
Zijn artiestennaam is zeer waarschijnlijk ontleend aan het gelijknamige boek van Charles Dickens. Op 12-jarige leeftijd begon David met goochelen. Op zijn 16e gaf hij al goochelles aan de universiteit van New York.
In 1982 maakt hij deel uit van Project Magic, een rehabilitatieprogramma om gehandicapte kinderen weer bepaalde dingen aan te leren.
Hij verwierf bekendheid door onder andere door de Chinese Muur te lopen, het Vrijheidsbeeld in New York te laten verdwijnen, een Learjet te laten verdwijnen in 1981, zichzelf doormidden te zagen en te vliegen. Dit kan hij onder andere binnenin een glazen bak. Ook ontsnapte hij eens als stunt uit de zwaarbewaakte gevangenis Alcatraz.

Momenteel(augustus 2024) woont Copperfield in Las Vegas waar hij 15x per week zijn show “An Intimate Evening of Grand Illusion” geeft.

## Privé
Copperfield heeft jarenlang een relatie gehad met topmodel Claudia Schiffer. Met een geschat inkomen van 57 miljoen dollar in 2003 staat hij op de 10e plaats van meest verdienende beroemdheden ter wereld. Ook heeft hij een ster op de Hollywood Walk of Fame. Hij was een van de vrienden van zedendelinquent Jeffrey Epstein; de twee bezochten elkaars privé-eilanden.

Copperfield heeft drie kinderen.
Copperfield bezit een landgoed in Las Vegas en een eigen archipel (Musha Cay) met 11 eilanden in de Bahama's. Het wordt ook aan gasten verhuurd. In 1997 kocht Copperfield een appartement van 4 hele verdiepingen (van de 54e t/m de 57e verdieping) in de Galeria-wolkenkrabber op East 57th Street in Manhattan voor 7,4 miljoen dollar. Het heeft glazen wanden rondom. Copperfield bouwde er een arcadehal, en grappen in zijn stijl; zoals een trap die plotseling in een glijbaan verandert. Op 8 maart 2015 begaf een pomp van zijn privé-zwembad op de 56e verdieping het en er ontstond waterschade tot 30 verdiepingen lager. Er volgde een serie rechtszaken maar die werden met een onderhandse schadevergoeding afgedaan. In 2018 was Copperfield er voor het laatst en liet het appartement in een verwaarloosde toestand achter. Foto's tonen afbladderende plafonds, vochtplekken, schimmel, smerige tapijten, en een badkuip met aangekoekt vuil. In december 2023 was er een nieuwe lekkage die schade aanrichtte aan lagere verdiepingen. Inmiddels is het appartement een gevaar voor de rest van het gebouw en in augustus 2024 spande het bestuur van het Galeria Condominium een rechtszaak tegen Copperfield aan.